# لرد حمالان (شاهزاده حسین یزد)
لرد حمالان (شاهزاده حسین) مربوط به دوره قاجار است و در یزد، خیابان امام خمینی، شاهزاده فاضل واقع شده و این اثر در تاریخ ۱۷ اسفند ۱۳۸۱ با شمارهٔ ثبت ۷۷۷۵ به‌عنوان یکی از آثار ملی ایران به ثبت رسیده است.